# جشنواره فیلم کارتاخنا
جشنواره فیلم کارتاخنا (به انگلیسی: Cartagena Film Festival) (FICCI) یک جشنواره سالانه فیلم است که هر ساله در ماه مارس در کارتاخنا، کلمبیا برگزار می‌شود. این جشنواره از فیلم‌های بلند و کوتاه مستد، داستانی و فیلم‌های اول استقبال می‌کند. کارتاخنا قدیمی‌ترین جشنواره فیلم در آمریکای لاتین است.